# Chemerina caliginata
Chemerina caliginata là một loài bướm đêm trong họ Geometridae.